# Фиштаун
Фиш-таун (англ. Fish Town) — город в Либерии.

## География
Расположен в восточной части Либерии, в 347 км к востоку от столицы страны, города Монровия. Административный центр графства Ривер-Ги. Абсолютная высота — 280 метров над уровнем моря.

## Население
По данным на 2013 год численность населения составляет 3580 человек.
Динамика численности населения города по годам:
| 2008 | 2013 |
| ---- | ---- |
| 3328 | 3580 |